# Matt Hunter

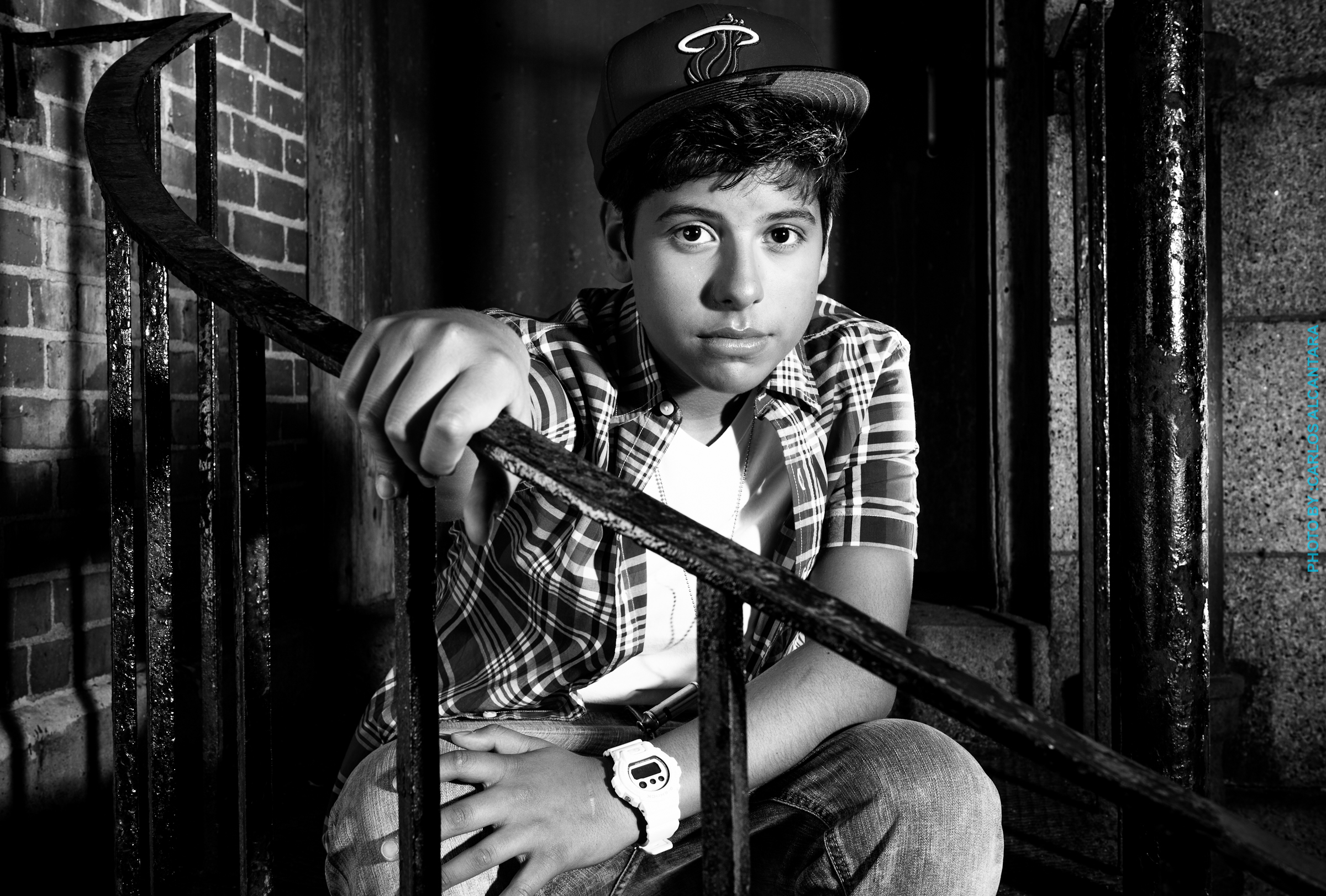

Matthew Alexander Hunter Correa (Nova Iorque, 20 de fevereiro de 1998), mais conhecido como Matt Hunter é um cantor pop adolescente americano e ator com origem colombiana-italiana.

## Carreira
Apelidado por alguns como o "Bieber Latino," devido à sua grande base de fãs na América Latina,  Hunter diz que gosta da música de Justin Bieber, mas tem seu próprio estilo.
Hunter já se apresentou ao vivo nos Estados Unidos, Porto Rico, México, Espanha, Chile, Brasil, República Dominicana, Colômbia, Argentina, Costa Rica e Equador. Em maio de 2013, Hunter vendeu 12.000 assentos na Arena MovieStar do Chile.  Em dezembro de 2013, Hunter realizou no NY Z100 JingleBall pré-show ao lado de Austin Mahone, Travie Mccoy, e Fifth Harmony depois de ganhar um fã Z-100 votaram concurso.

## Discografia
Singles
- 2011: "Mi Amor"
- 2011: "Home for the Holidays"
- 2012: "Mi Señorita"
- 2013: "Right Here, Right Now"
- 2014: "Minha Mina Ta Loca"/"Mi Chica Está Loca"
- 2014: "Fiesta" (StereO 4 feat. Matt Hunter)
- 2014: "All of Me"
- 2015: "Fiesta"
- 2015: "Mas Que Tu Amigo"
- 2018: "Dicen"
- 2018: "Lista De Espera" ft Isabela Moner
- 2019: "Una Vez Más" ft Tommy Boysen
- 2019: "Cazador" ft Lenny Tavarez
- 2019: "Problemas" - (Com. GASHI, Big Soto).